# Pararge megera
Pararge megera är en fjärilsart som beskrevs av Carl von Linné 1767. Pararge megera ingår i släktet Pararge och familjen praktfjärilar. Inga underarter finns listade i Catalogue of Life.